# Liberty (Nebraska)
Liberty es una villa ubicada en el condado de Gage en el estado estadounidense de Nebraska. En el Censo de 2010 tenía una población de 76 habitantes y una densidad poblacional de 118,8 personas por km². Se encuentra al sureste del estado, junto a la frontera con Kansas. 

## Geografía
Liberty se encuentra ubicada en las coordenadas 40°5′8″N 96°28′59″O / 40.08556, -96.48306. Según la Oficina del Censo de los Estados Unidos, Liberty tiene una superficie total de 0.64 km², de la cual 0.64 km² corresponden a tierra firme y (0 %) 0 km² es agua.

## Demografía
Según el censo de 2010, había 76 personas residiendo en Liberty. La densidad de población era de 118,8 hab./km². De los 76 habitantes, Liberty estaba compuesto por el 98.68 % blancos, el 0 % eran afroamericanos, el 0 % eran amerindios, el 0 % eran asiáticos, el 0 % eran isleños del Pacífico, el 0 % eran de otras razas y el 1.32 % pertenecían a dos o más razas. Del total de la población el 0 % eran hispanos o latinos de cualquier raza.